# Чулук
Чулук (рум. Ciuluc) — село у Фалештському районі Молдови. Входить до складу комуни, адміністративним центром якої є село Єгоровка.

## Населення
За даними перепису населення 2004 року у селі проживали 187 осіб.
Національний склад населення села:
| Національність       | Кількість осіб | Відсоток |
| -------------------- | -------------- | -------- |
| українці             | 132            | 70,6%    |
| молдавани            | 37             | 19,8%    |
| росіяни              | 15             | 8,0%     |
| поляки               | 1              | 0,5%     |
| інша / без відповіді | 2              | 1,1%     |
| Всього               | 187            | 100%     |